# باشگاه فوتبال رانیپوخاری کرنر تیم
رانیپوخاری کرنر تیم، که با نام باشگاه آناپورنا آر.سی.تی. (پس از ادغام با باشگاه آناپورنا) نیز شناخته می‌شود، یک باشگاه فوتبال نپالی مستقر در کاتماندو است. این تیم با شش بار قهرمانی در لیگ دسته یک یادبود شهدا، اولین و موفق‌ترین تیم در تاریخ این لیگ است. در فصل ۱۴–۲۰۱۳، این تیم که با مشکلات مالی جدی روبرو بود، از لیگ برتر نپال به لیگ دسته یک نپال، سقوط کرد.
این باشگاه که در سال ۱۹۳۲ تأسیس شد، قدیمی‌ترین باشگاه فوتبال نپال است.
این باشگاه به نام محله آن در گوشه‌ای از رانیپوخاری کاتماندو نامگذاری شد.